# خورخي سيلفا (لاعب كرة قدم)
خورخي سيلفا (بالبرتغالية: Jorge Manuel Lopes da Silva‏) هو لاعب كرة قدم برتغالي، ولد في 23 يونيو 1959 في لشبونة في البرتغال. شارك مع منتخب البرتغال لكرة القدم. أما مع النوادي، فقد لعب مع نادي بنفيكا ونادي بوافيشتا ونادي بيلينينسش ونادي فيتوريا سيتوبال ونادي ماريتيمو.

## وصلات خارجية
- خورخي سيلفا (لاعب كرة قدم) على موقع قاعدة بيانات كرة القدم.إي يو (الإنجليزية)
- خورخي سيلفا (لاعب كرة قدم) على موقع ناشيونال فوتبول تيمز (الإنجليزية)
- خورخي سيلفا (لاعب كرة قدم) على موقع عالم كرة القدم.نت (الإنجليزية)